# Ewina (powiat włoszczowski)
Ewina – wieś w Polsce położona w województwie świętokrzyskim, w powiecie włoszczowskim, w gminie Włoszczowa.
W latach 1975–1998 miejscowość należała administracyjnie do województwa kieleckiego.